# Lijst van rijksmonumenten in Oud-Alblas
De plaats Oud-Alblas telt 24 inschrijvingen in het rijksmonumentenregister. Hieronder een overzicht.
| Object | Oorspronkelijke functie?  | Bouwjaar              | Architect | Locatie        | Coördinaten?                  | Nr.?  | Afbeelding |
| --- | ------------------------- | --------------------- | --------- | -------------- | ----------------------------- | ----- | --- |
| Pand met zadeldak tussen tuitgevels | Werk-woonhuis             | 1846 (gevelsteen)     |           | Brugstraat 2   | 51° 51' 32" NB, 4° 42' 16" OL | 31887 | Pand met zadeldak tussen tuitgevels |
| Aan de achterzijde van het pand een houten schuur onder zadeldak en met gesneden gevelbekroning.                                                  | Opslag                    | 19e eeuw              |           | Brugstraat 7   | 51° 51' 33" NB, 4° 42' 16" OL | 31888 | Aan de achterzijde van het pand een houten schuur onder zadeldak en met gesneden gevelbekroning.                                                  |
| Dwarshuis van begane-grond met zadeldak tussen klokgevels                                                                                         | Woonhuis                  | midden 19e eeuw       |           | Dorpsstraat 54 | 51° 51' 31" NB, 4° 42' 14" OL | 31889 | Dwarshuis van begane-grond met zadeldak tussen klokgevels                                                                                         |
| Nederlands Hervormde Kerk | Kerk en kerkonderdeel     | midden 19e eeuw       |           | Dorpsstraat 50 | 51° 51' 31" NB, 4° 42' 16" OL | 31890 | Meer afbeeldingen |
| Toren van de Nederlands Hervormde Kerk | Kerk en kerkonderdeel     | ca. 1400              |           | Dorpsstraat 52 | 51° 51' 31" NB, 4° 42' 15" OL | 31891 | Meer afbeeldingen |
| Oorspronkelijk boerderij met aan de voorzijde lijstgevel met ingezwenkte zijkanten. Zoldervensters met twintigruitsroedenverdeling in de vensters | Boerderij                 | eerste helft 19e eeuw |           | Dorpsstraat 58 | 51° 51' 30" NB, 4° 42' 13" OL | 31892 | Oorspronkelijk boerderij met aan de voorzijde lijstgevel met ingezwenkte zijkanten. Zoldervensters met twintigruitsroedenverdeling in de vensters |
| Kooijwijkse Molen | Industrie- en poldermolen | 1866                  |           | Kooiwijk 1     | 51° 51' 44" NB, 4° 41' 40" OL | 31893 | Meer afbeeldingen |
| Boerderij onder hoog rieten wolfdak | Boerderij                 | 18e eeuw              |           | Noordzijde 20  | 51° 51' 33" NB, 4° 43' 6" OL  | 31894 | Meer afbeeldingen |
| De Hoop | Industrie- en poldermolen | 1843                  |           | Oosteinde 7    | 51° 51' 37" NB, 4° 43' 53" OL | 31895 | Meer afbeeldingen |
| Uitgebouwde rechtervleugel onder rieten zadeldak met puntgevel van een boerderij                                                                  | Boerderij                 | mogelijk 18e eeuw     |           | Oosteinde 14   | 51° 51' 37" NB, 4° 43' 40" OL | 31896 | Meer afbeeldingen |
| Klein woonhuis onder lessenaarsdak tegen de stal van de boerderij                                                                                 | Boerderij                 | vermoedelijk 18e eeuw |           | Oosteinde 15   | 51° 51' 38" NB, 4° 43' 40" OL | 31897 | Meer afbeeldingen |
| Boerderij waarvan het woongedeelte een puntgevel en rieten zadeldak heeft                                                                         | Boerderij                 | mogelijk 18e eeuw     |           | Oosteinde 18   | 51° 51' 38" NB, 4° 43' 39" OL | 31898 | Meer afbeeldingen |
| Grote boerderij met rieten zadeldak en woongedeelte met hoge, Ysselstenen puntgevel met vlechtingen. Vensters met luiken en zesruitsschuiframen   | Boerderij                 | eerste kwart 19e eeuw |           | Oosteinde 20   | 51° 51' 37" NB, 4° 43' 38" OL | 31899 | Grote boerderij met rieten zadeldak en woongedeelte met hoge, Ysselstenen puntgevel met vlechtingen. Vensters met luiken en zesruitsschuiframen   |
| Boerderij met rechts afgeknotte puntgevel en links uitbouw onder zadeldak evenwijdig aan de straat                                                | Boerderij                 | 17e eeuw              |           | Oosteinde 22   | 51° 51' 37" NB, 4° 43' 36" OL | 31900 | Boerderij met rechts afgeknotte puntgevel en links uitbouw onder zadeldak evenwijdig aan de straat                                                |
| Boerderij onder pannen wolfdak en met voorgevel onder rechte lijst met ingezwenkte zijkanten                                                      | Boerderij                 | eerste helft 19e eeuw |           | Oosteinde 58   | 51° 51' 32" NB, 4° 42' 38" OL | 31901 | Meer afbeeldingen |
| De Peilmolen | Industrie- en poldermolen | 1824                  |           | Peilmolenweg 1 | 51° 51' 29" NB, 4° 43' 47" OL | 31902 | Meer afbeeldingen |
| Schilderachtige boerderij met rieten dak | Boerderij                 | 17e eeuw              |           | Peperstraat 44 | 51° 51' 26" NB, 4° 41' 35" OL | 31903 | Meer afbeeldingen |
| Schilderachtige boerderij met houten schuur op erf                                                                                                | Boerderij                 | 17e eeuw              |           | Peperstraat 48 | 51° 51' 29" NB, 4° 41' 29" OL | 31904 | Meer afbeeldingen |
| Oostelijke van een groep van drie boerderijen. Hoge puntgevel met vlechtingen. Pannen zadeldak                                                    | Boerderij                 | eerste helft 19e eeuw |           | Westeinde 1    | 51° 51' 29" NB, 4° 41' 59" OL | 31905 | Meer afbeeldingen |
| Middelste van een groep van drie boerderijen. Hoge puntgevel met vlechtingen. Pannen zadeldak                                                     | Boerderij                 | eerste helft 19e eeuw |           | Westeinde 3    | 51° 51' 28" NB, 4° 41' 58" OL | 31906 | Meer afbeeldingen |
| Westelijke van een groep van drie boerderijen. Hoge puntgevel met vlechtingen. Pannen zadeldak                                                    | Boerderij                 | eerste helft 19e eeuw |           | Westeinde 4    | 51° 51' 28" NB, 4° 41' 57" OL | 31907 | Meer afbeeldingen |
| Terrein waarin sporen van bewoning | Archeologisch monument    | Romeinse Tijd         |           |                | 51° 51' 14" NB, 4° 41' 3" OL  | 45867 | Upload foto |
| Terrein waarin sporen van bewoning | Archeologisch monument    | Romeinse Tijd         |           |                | 51° 51' 10" NB, 4° 41' 19" OL | 45868 | Upload foto |
| Terrein waarin sporen van bewoning | Archeologisch monument    | Romeinse Tijd         |           |                | 51° 51' 12" NB, 4° 41' 30" OL | 45869 | Upload foto |